# Dokiseljavanje vina
Dokiseljavanje vina je tehnološki proces kojim se povećava kiselost vina. U Hrvatskoj Pravilnik o proizvodnji vina, članak 16. Dokiseljavanje i otkiseljavanje regulira taj zahvat. Smije se provesti postupak djelomičnog dokiseljavanja u zoni C3 te djelomičnog otkiseljavanja i dokiseljavanja u zoni C1 i C2. Smije ga se provesti samo u masulju, moštu, moštu u vrenju i mladom vinu u vrenju. Dokiseljavanje proizvoda navedenih u stavku (1), osim vina, smije se provoditi do granice od 1,5 g/L izraženo kao vinska kiselina. Vino se smije dokiseljavati do granice od 2,5 g/L izraženo kao vinska kiselina. Ne smije se istovremeno dokiseljavati i pojačavati niti dokiseljavati i otkiseljavati isti proizvod.